# دامن مردانه

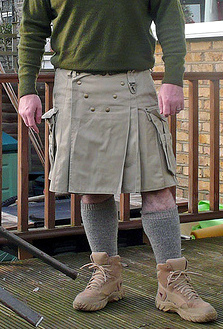
دامن مردانه ی امروزی

قدمت پوشیدن دامن توسط مردان به عهد باستان باز می گردد.به جز فرهنگ غربی،در فرهنگ سایر ملل دامن همیشه جزئی از لباس مردان بوده‌است.در کشورهای غربی به جز ردا(برای کشیشان) و دامن اسکاتلندی ،پوشیدن دامن برای مردان معمول نیست.در حالی که در بیشتر کشورهای آسیایی و عربی پوشیدن دامن توسط مردان بسیار عادی است.البته تاکنون تلاش شده‌است که نقش جنسیتی در پوشیدن دامن از بین برود.